# Stegouros
Stegouros („zastřešený ocas“) je rod ptakopánvého ankylosaurního dinosaura, který se vyskytoval na území dnešního jihoamerického státu Chile.  Zahrnuje jediný dosud popsaný druh Stegouros elengassen, formálně popsaný na konci roku 2021.

## Popis
Podle nekompletní kostry typového exempláře ze sedimentů souvrství Dorotea je možné odhadnout délku tohoto malého ankylosaura asi na 2 metry a hmotnost na 80 kg. Zajímavá je sada kostěných výrůstků na ocase tohoto dinosaura, které zřejmě sloužily jako zbraň proti predátorům. Stegouros byl jakousi přechodovou vývojovou formou ankylosaura. Obýval jižní polární antarktickou oblast a jeho blízkým příbuzným byl například australský rod Kunbarrasaurus a antarktický rod Antarctopelta (geologické souvrství Snow Hill Island).
Na stejné lokalitě byly objeveny také fosilie mnoha dalších dinosaurů (sauropodů, teropodů i ptakopánvých) a také ryb, obojživelníků, plazů a savců. Je odtud znám také hadrosauroid rodu Gonkoken.
Dá se nicméně předpokládat, že tehdejší fauna v ekosystémech obývaných rodem Stegouros byla v době před 71 miliony let do značné míry odolná vůči chladu a nepřízni klimatu.